# Pseudolarix wehrii
Pseudolarix wehrii — вимерлий вид псевдомодрини з родини соснових (Pinaceae). Цей вид відомий зі скам'янілостей раннього еоцену на півночі штату Вашингтон, Сполучені Штати, та південної Британської Колумбії, Канада, а також з муміфікованих скам'янілостей пізнього еоцену, знайдених в регіоні Кікіктаалук, Нунавут, Канада.

## Середовище проживання
Типовою місцевістю для Pseudolarix wehrii є гірська формація Клондайк на північному сході штату Вашингтон, з іншими скам’янілими рештками Іпрі, ідентифікованими з формації Алленбі. Гірська формація Клондайк зберігає гірську мезотермальну флору. Рослинна спільнота була змішаним хвойно-широколистяним лісом із великими елементами пилку берези та псевдомодрини, але також є помітні сліди ялиці, ялини, кипариса та пальми.
Формація озера Бьюкенен містить муміфіковані виходи лісу поблизу геодезичних пагорбів острова Акселя Хейберга в канадській високій Арктиці. Формація зберігає паводкові та болотні середовища, які займали вузьку улоговину долини, що постачається осадами з навколишніх гір. Через швидке поховання, низькі температури та нестачу кисню скам’янілості утворення були муміфіковані, а не скам’яніли або карбонізовані.

## Опис
Луска гладка має загальну трохи асиметричну лопатоподібну форму, довжиною до 32 мм завдовжки і 18 мм завширшки. Основи луски мають ніжку довжиною 5–7.5 мм, яка з'єднана з центральною віссю шишки. Насіння містить великі смоляні судини. Приквітки шишки були смолистими.

## Галерея

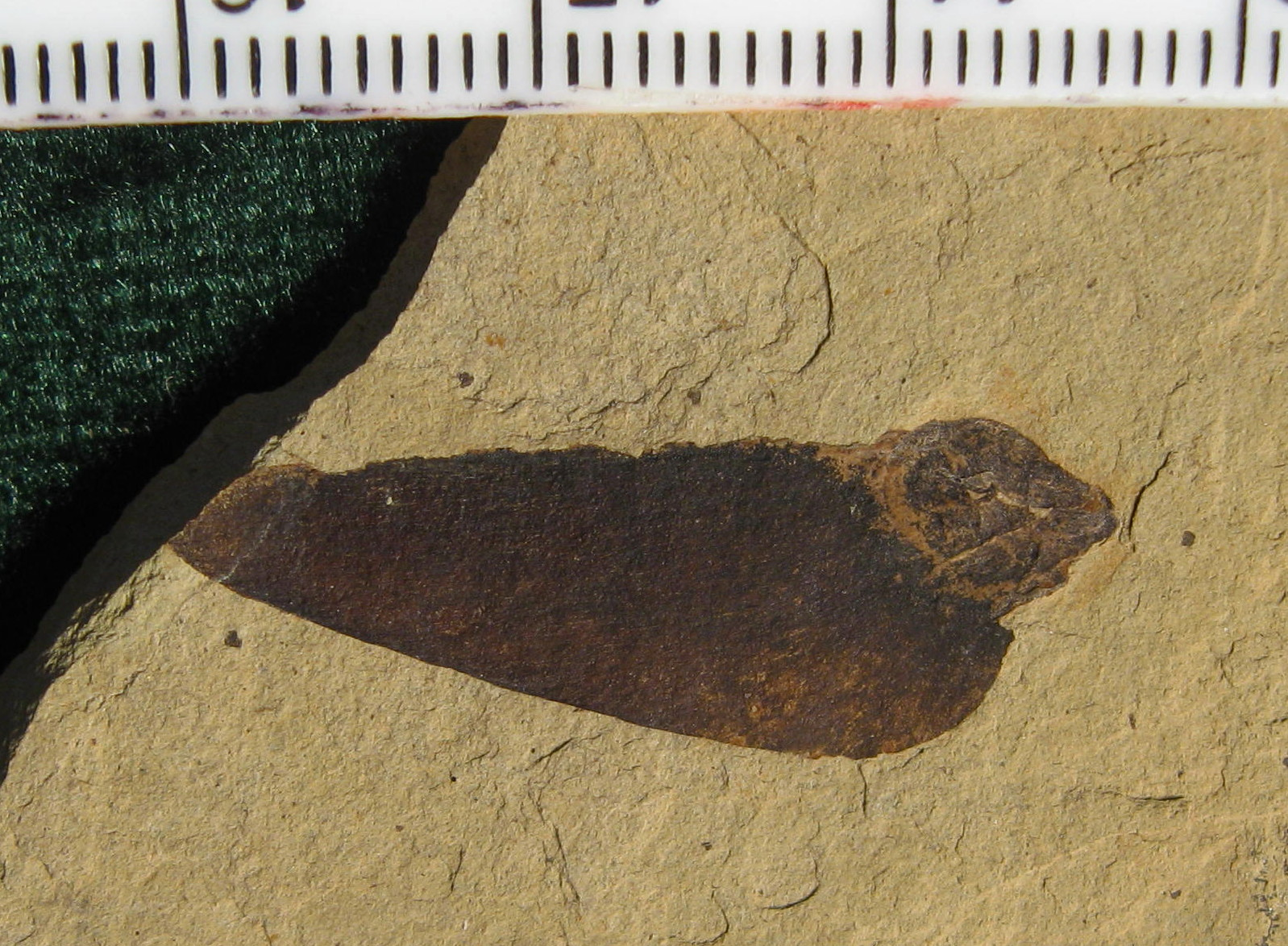
Крилате насіння Pseudolarix wehrii
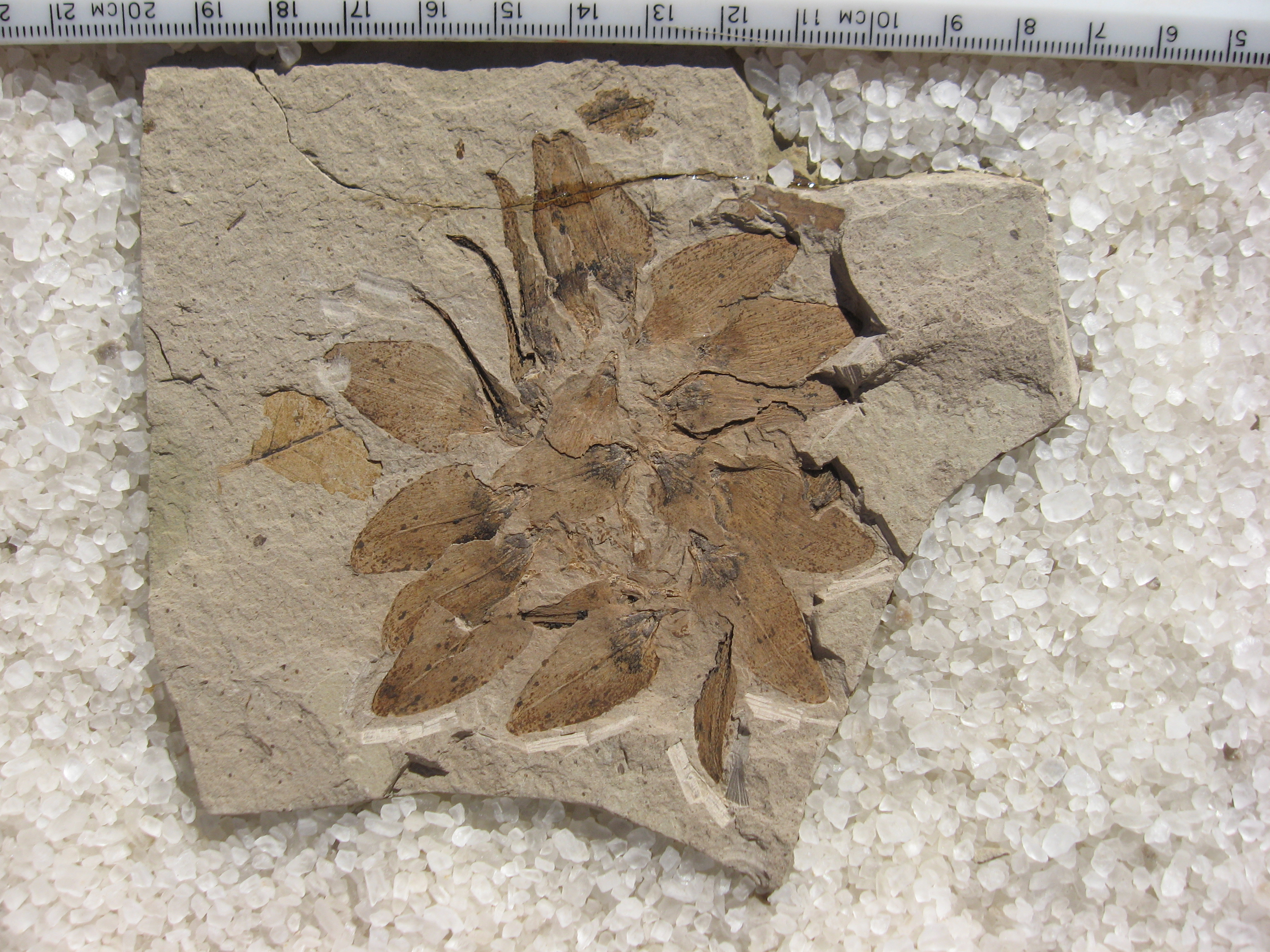
шишка P. wehrii, зображена Гучем, 1992 р.